# Taçlicali Yahya Efendi
Taşlicali Yahya Efendi (1498-1582) Fue un poeta Otomano y figura militar, es uno de los más conocidos poetas diwan del siglo XVI, escribió sus poemas en idioma turco otomano.
Gencine-i-Raz, es una obra literaria Diwan de Yahya Bey, y se encuentra en la biblioteca Nacional de Manuscritos en Estambul.
Después de la ejecución del príncipe Mustafa, el gran visir Rüştem Paşa quiso ejecutarlo, sin embargo el Sultán Süleyman le prohibió hacerlo, en su lugar, Yahya Bey fue exiliado inmediatamente a Bosnia.